# Holger Hattesen
Holger Hattesen (født 3. juli 1937 i Flensborg, død 3. oktober 1993 i Flensborg) var en sydslesvigsk kunstner.

## Biografi
Holger Hattesen blev født som tredje barn af Edda og Peter Hattesen. Faderen drev en handel med billedkunst, etnografica, antikviteter og kunsthåndværk i købstaden ved den dansk-tyske grænse og plejede kontakter til en række af datidens fremtrædende tyske kunstnere, deriblandt Max Liebermann og Käthe Kollwitz. Under nazidiktaturet fra 1933 til 1945 skjulte familien forfulgte tyske kommunister og kunstnere, der måtte gå under jorden. På denne måde kom Holger Hattesen i kontakt med kunstnere, der opmuntrede Holger Hattesen til at bruge sit talent for at tegne og male. Efter krigen var faderen Peter Hattesen, der havde sine familiære rødder i det sønderjyske, initiator til flere forsøg på at opnå Sydslesvigs genforening med Danmark. Således voksede Holger Hattesen op i et dansktalende hjem, der var præget af tætte bånd til Danmark og stærke antinazistiske og pacifistiske holdninger.
Efter skoleuddannelsen på danske skoler i Flensborg tog Holger Hattesen en handelsuddannelse og gik i lære i faderens kunsthandel. Da det tyske militær blev genoprettet i 1957 blev han Flensborgs første militærnægter. På en langt ophold på Askov Højskole mødte han sin senere hustru Anni Bøgh fra Rold og fik blandt andet kontakt til forfatteren Tage Skou-Hansen, keramikeren Erik Nyholm og maleren Asger Jorn. Tilbage i Flensborg skabte han scenebilleder til Flensborg teater og knyttede kontakter til kunstmiljøet i det nordlige Slesvig-Holsten. I 1960erne udgav han sammen med kunsthistorikeren Klaus Hoffmann det avantgardistiske kunsttidsskrift ”pe...” (privatissime), der udover moderne litteratur og digte også indeholdt original grafik af en række af datidens fremtrædende kunstnere, bl.a. af kendte repræsentanter for informel som Piero Manzoni og Bernard Schulze.
Parallelt til egen kunstnerisk aktivitet arbejdede Holger Hattesen tiltagende i sin faders virksomhed, hvilken han helt overtog i 1971. Stor ekspertise indenfor dekorativ grafik og kartografi i særdeleshed gjorde butikken til en søgt adresse for kunst- og antikvitetssamlere både fra Danmark og Tyskland. Samtidig var Hattesen en aktiv samfundsdebattør, der deltog i politiske og kulturelle debatter indenfor det danske mindretal i Sydslesvig, det omgivende lokalsamfund og det dansk-tyske grænseland med yderst spids, satirisk pen – både når det gjaldt tekster og tegninger.
Holger Hattesen døde den 3. oktober 1993 i Flensborg.

## Det kunstneriske værk
Holger Hattesen begyndte at male i 12-13-års alderen og viste for første gang sine halvabstrakte malerier offentligt i 1955 på en fællesudstilling i Aalborg, der også omfattede de sydslesvigske kunstnere Friedrich Karl Gotsch og Herbert Marxen. I de følgende år fulgte soloudstillinger på gallerier i hele Danmark.
Holger Hattesens værk var i de første to årtier præget af et abstraherende formsprog. Hans billeder vidnede om eksistentielle oplevelser med nazidiktaturets forfulgte og briternes bombardementer af nordtyske byer i barndommen. Desuden henviser en række billedtitler fra 1960erne til den avantgardistiske tyske forfatter og dramatiker Arno Schmidt.
Efter at han havde overtaget ansvaret for faderens kunst- og antikvitetshandel udviklede Hattesens billedsprog sig hen imod en nøgtern realisme. Inspireret af den topografiske grafik han solgte, dokumenterede malerierne nu Flensborg, landskaber i Sydslesvig og på Silkeborgegnen samt senere også Københavns gader og Grønlands barske og monumentale natur. Holger Hattesen betegnede billederne som ”naturalistiske” og satte dem i sammenhæng med tidligere tiders prospekt- og landskabsmalere. Disse malerier gjorde ikke forsøg på at idealisere motivet. Hattesen inddrog sodavandsdåsen i grøften, det gamle bildæk der lå og flød foran kirken eller de rustne olietønder som hobede sig op ved den sydgrønlandske kyst i kompositionen og skabte således et helt eget, topografisk korrekt og usødet billede af den verden, han levede i. Holger Hattesen understregede selv, at det ikke handlede om en løftet pegefinger eller socialkritik. Hans ambition var blot, som kronist at give et korrekt billede i en stil, der klart kunne tilregnes årtiet det blev skabt i, ligesom Guldalderens landskabsmalere havde gjort det i Danmark halvandet hundrede år tidligere. (Jan Drees, 1994)
Selv om maleriet forblev Holger Hattesens foretrukne medie, omfatter hans store værk en række andre billedkunstneriske teknikker som træsnit, raderinger, tegninger, keramik, satiriske dukker i papmache, plakatkunst og karikaturer. Sidstnævnte blev blandt andet offentliggjort i ”Flaskehalsen”, det sydslesvigske modstykke til sønderjydernes satiriske årsskrift ”Æ Rummelpot”.

## Udstillinger
Enkeltudstillinger:
1967, Aarhus, Galerie 14.
1968, Viborg, Galleri Paradis.
1969, Aarhus, Galerie 14.
1984, Bjerringbro, Nørgaards Højskole.
1985, Flensborg, Dansk Centralbibliotek.
1985, Frederiksværk Kunstforening.
1986, Viborg Kunstforening.
1986, Sønderborg, Kunstforeningen ved Sønderborg Sygehus.
1988, Hatsted, Mikkelberg center for nordisk kunst.
1994, Husum, Nordfriesisches Museum.
2003, Flensborg, Kunsthandlung Hattesen.
2003, Kiel, Landeshaus.
2005, Flensborg, Sydslesvigs danske Kunstforening.
2005, Silkeborg, Kulturspinderiet.
2006, Horsens Bibliotek.
2007, Nørre Vejen (Herning), Galleri Bjarke.
2017, Flensborg, Kunsthandlung Messerschmidt.
2017, Hatsted, Mikkelberg center for nordisk kunst.
2019, Flensborg, Kunsthandlung Messerschmidt.v
2019, Flensborg, Nørregade 78.
Fællesudstillinger
1955, Aalborg.
1966, Aabenraa, Grænselandsudstillingen.
1969, Slesvig, Schleswig-Holsteinisches Landesmuseum, Schloss Gottorf.
1970, Hannover, Kunstverein Hannover.
1970, Aabenraa, Grænselandsudstillingen.
1973, Aabenraa/Århus/Aalborg, Å-udstillingen.
1978, Aabenraa, Grænselandsudstillingen.
1981, Odense Centralbibliotek, helvede – tema 81.
1986, Flensborg, Städtisches Museum, Stadt-Land-Kunst.
1987, Slesvig, Kreishaus, Stadt-Land-Kunst.
1987, Fredericia kunstforening.
1988, Viborg kunstforening.
1988, Lyngby kunstforening.
1988, Husum, Kunsthandlung Goeritz.
1988, Harreslev, Årsmødeudstilling.
1989, Itzehoe, Kunsthaus.
1989, Thisted, Grænseforeningen.
1992-1993, Hatsted, Mikkelberg center for nordisk kunst.
1993, Flensborg, Dansk Centralbibliotek.

## Offentlige Samlinger
Holger Hattesens billeder er blandt andet repræsenteret i:
- Museum Sønderjylland (Kunstmuseet Brundlund Slot).
- Museumsberg Flensburg.
- Schifffahrtsmuseum Flensburg
- Nordfriesisches Museum Nissenhaus, Husum.
- Danevirke Museum.
- Sydslesvigsk Museumsforening.